# امپراتور اوگیماچی
امپراتور اوگیماچی (به ژاپنی: 正親町天皇 Ōgimachi-tennō)؛ (زاده ۱۸ ژوئن ۱۵۱۷-درگذشته ۱۷ دسامبر ۱۵۸۶) صد و ششمین امپراتور ژاپن در دوره سنگوکو و دوره آزوچی-مومویاما بود.